# Louis Zutter
Louis Arnold Zutter (født 2. december 1865, død 10. november 1946) var en schweizisk gymnast. Han deltog i de første Olympiske Lege i 1896 i Athen.
Zutter vandt guld i bensving, og sølv på de parallelle barrer og spring over hest. Han deltog også på den horisontale barre uden at vinde medaljer.
Han blev født i Neuchâtel og var medlem af gymnastikforeningen La société des Amis gymnastes de Neuchâtel, men rejste til Athen som privatperson, for at deltage i de Olympiske Lege.
| Gymnast | Spire Denne biografi om en gymnast er en spire som bør udbygges. Du er velkommen til at hjælpe Wikipedia ved at udvide den. |